# Killbuck
Killbuck é uma vila localizada no estado norte-americano de Ohio, no Condado de Holmes.

## Demografia
Segundo o censo norte-americano de 2000, a sua população era de 839 habitantes.
Em 2006, foi estimada uma população de 893, um aumento de 54 (6.4%).

## Geografia
De acordo com o United States Census Bureau tem uma área de
0,7 km², dos quais 0,7 km² cobertos por terra e 0,0 km² cobertos por água. Killbuck localiza-se a aproximadamente 245 m acima do nível do mar.

## Localidades na vizinhança
O diagrama seguinte representa as localidades num raio de 20 km ao redor de Killbuck.